# Max von der Goltz
Otto Ferdinand Maximilian Leopold Freiherr von der Goltz (19 de abril de 1838 en Königsberg,  Prusia, Alemania - 20 de diciembre de 1906 en Potsdam, Alemania) fue un Almirante de la armada imperial alemana (Kaiserliche Marine).
Goltz se unió a la Armada Prusiana en 1853, y se convirtió en Fähnrich zur See (guardiamarina) en 1859, en Kapitänleutnant  (lugarteniente)  en 1865 y Korvettenkapitän  (capitán de corbeta) en 1870. Estando entonces en el Ministerio de Marina.
Después como capitán de mar (Kapitän zur See), realizó varios viajes como comandante de la corbeta Augusta a Sudamérica (Brasil) y las Indias Occidentales. Entre 1877 y 1882 fue director del astillero de Kiel y reorganizó el astillero. Fue entonces jefe del Escuadrón del Mediterráneo durante el conflicto en Egipto y en 1883 se convirtió brevemente en comandante del Escuadrón alemán de Asia Oriental (Ostasiengeschwader) antes de ser nombrado Konteradmiral (contralmirante) y jefe del almirantazgo imperial alemán. Cinco años después fue nombrado Vizeadmiral (vicealmirante) y nombrado comandante (Marinetstationschef) de la Estación Naval del Mar del Norte (Marinestation der Nordsee) en Wilhelmshaven. En 1889 se convirtió en almirante al mando del Kaiserliches Oberkommando der Marine (Alto Mando Naval) y en 1892 Goltz finalmente se convirtió en Almirante.
El 13 de mayo de 1895, von der Goltz renunció a su cargo por razones de salud. Murió el 20 de diciembre de 1906 en Potsdam.